# Lesley Pattinama Kerkhove
Lesley Pattinama Kerkhove (* 4. November 1991 in Goes als Lesley Kerkhove) ist eine ehemalige niederländische Tennisspielerin.

## Karriere
Pattinama Kerkhove, die im Alter von fünf Jahren mit dem Tennissport begann, bevorzugt Hartplätze. Sie spielt hauptsächlich Turniere auf der ITF Women’s World Tennis Tour, auf der sie bislang 10 Einzel- und 19 Doppeltitel gewann. Im Oktober 2017 gewann sie in Luxemburg ihren bislang einzigen WTA-Titel im Doppel zusammen mit Lidsija Marosawa.
Im Jahr 2014 spielte Pattinama Kerkhove erstmals für die kanadische Fed-Cup-Mannschaft. In ihrer Fed-Cup-Bilanz stehen vier Siege und drei Niederlagen zu Buche.
In der 2. Tennis-Bundesliga spielte Kerkhove 2012 für den TC Blau-Weiss Halle sowie 2013 und 2014 für den TC Rot-Blau Regensburg, mit dem sie 2014 in die 1. Bundesliga aufgestiegen ist, 2015 Dritter wurde und 2016, 2017 und 2018 dreimal hintereinander Deutscher Mannschaftsmeister wurde.
Im Juli 2024 gab sie ihren Rücktritt bekannt.

## Turniersiege

### Einzel
| Nr. | Datum              | Turnier          | Kategorie   | Belag             | Finalgegnerin        | Ergebnis       |
| --- | ------------------ | ---------------- | ----------- | ----------------- | -------------------- | -------------- |
| 1.  | 20. Februar 2011   | Albufeira        | ITF $10.000 | Hartplatz         | Amra Sadikovic       | 3:6, 7:5, 6:2  |
| 2.  | 13. Juli 2014      | Aschaffenburg    | ITF $25.000 | Sand              | Carina Witthöft      | 7:5, 6:3       |
| 3.  | 15. November 2015  | Équeurdreville   | ITF $25.000 | Hartplatz (Halle) | Sopia Schapatawa     | 7:5, 6:3       |
| 4.  | 23. September 2018 | Lissabon         | ITF $25.000 | Hartplatz         | Pemra Özgen          | 6:2, 7:63      |
| 5.  | 30. September 2018 | Clermont-Ferrand | ITF $25.000 | Hartplatz (Halle) | Clara Burel          | 6:3, 4:6, 6:4  |
| 6.  | 3. August 2019     | Woking           | ITF W25     | Hartplatz         | Pemra Özgen          | 7:66, 6:2      |
| 7.  | 10. November 2019  | Hua Hin          | ITF W25     | Hartplatz         | Eudice Chong         | 7:65, 5:7, 7:5 |
| 8.  | 17. November 2019  | Hua Hin          | ITF W25     | Hartplatz         | Hurricane Tyra Black | 6:3, 6:4       |
| 9.  | 10. Juli 2022      | Corroios         | ITF W25     | Hartplatz         | Lina Glushko         | 6:4, 6:4       |
| 10. | 20. August 2023    | Ourense          | ITF W25     | Hartplatz         | Francisca Jorge      | 7:61, 6:4      |

### Doppel
| Nr. | Datum              | Turnier           | Kategorie         | Belag             | Partnerin           | Finalgegnerinnen                          | Ergebnis          |
| --- | ------------------ | ----------------- | ----------------- | ----------------- | ------------------- | ----------------------------------------- | ----------------- |
| 1.  | 2. November 2013   | Taipeh            | ITF $50.000       | Hartplatz         | Arantxa Rus         | Chen Yi Luksika Kumkhum                   | 6:4, 2:6, [14:12] |
| 2.  | 19. September 2014 | Shrewsbury        | ITF $25.000       | Hartplatz (Halle) | Richèl Hogenkamp    | Nicola Geuer Viktorija Golubic            | 2:6, 7:5, [10:8]  |
| 3.  | 8. November 2014   | Bath              | ITF $25.000       | Hartplatz (Halle) | Xenia Knoll         | Barbara Bonić Pemra Özgen                 | 6:3, 6:1          |
| 4.  | 3. Juli 2015       | Zeeland           | ITF $15.000       | Sand              | Quirine Lemoine     | Conny Perrin Aljona Sotnykowa             | 6:2, 3:6, [10:3]  |
| 5.  | 15. August 2015    | Westende          | ITF $25.000       | Hartplatz         | Indy de Vroome      | Ankita Raina Aljona Sotnykowa             | 7:64, 6:4         |
| 6.  | 13. November 2015  | Équeurdreville    | ITF $25.000       | Hartplatz (Halle) | Alexandra Cadanțu   | Jelisaweta Jantschuk Sherazad Reix        | 6:3, 6:4          |
| 7.  | 31. Juli 2016      | Horb              | ITF $25.000       | Sand              | Richèl Hogenkamp    | Anita Husarić Oleksandra Koraschwili      | 6:1, 7:62         |
| 8.  | 21. Oktober 2016   | Joué-lès-Tours    | ITF $50.000       | Hartplatz (Halle) | Ivana Jorovic       | Alexandra Cadanțu Jekaterina Jaschina     | 6:3, 7:5          |
| 9.  | 11. März 2017      | Zhuhai            | ITF $60.000       | Hartplatz         | Lidsija Marosawa    | Ljudmyla Kitschenok Nadija Kitschenok     | 6:4, 6:2          |
| 10. | 30. Juli 2017      | Horb              | ITF $25.000       | Sand              | Bibiane Schoofs     | Ágnes Bukta Isabella Schinikowa           | 7:5, 6:3          |
| 11. | 21. Oktober 2017   | Luxemburg         | WTA International | Hartplatz (Halle) | Lidsija Marosawa    | Eugenie Bouchard Kirsten Flipkens         | 6:74, 6:4, [10:6] |
| 12. | 10. März 2018      | Zhuhai            | ITF $60.000       | Hartplatz         | Anna Blinkowa       | Nao Hibino Danka Kovinić                  | 7:5, 6:4          |
| 13. | 23. Februar 2019   | Glasgow           | ITF W25           | Hartplatz (Halle) | Anna Zaja           | Freya Christie Jana Fett                  | 6:4, 3:6, [10:3]  |
| 14. | 2. März 2019       | Mâcon             | ITF W25           | Hartplatz (Halle) | Bibiane Schoofs     | Claudia Giovine Angelica Moratelli        | 6:2, 6:4          |
| 15. | 30. März 2019      | Croissy-Beaubourg | ITF W60           | Hartplatz (Halle) | Harriet Dart        | Sarah Beth Grey Eden Silva                | 6:3, 6:2          |
| 16. | 25. Oktober 2019   | Istanbul          | ITF W25           | Hartplatz (Halle) | Richèl Hogenkamp    | Susan Bandecchi Katarzyna Piter           | 6:2, 2:6, [10:6]  |
| 17. | 16. November 2019  | Hua Hin           | ITF W25           | Hartplatz         | Tamarine Tanasugarn | Ng Kwan-yau Zheng Saisai                  | 6:2, 7:65         |
| 18. | 13. Februar 2021   | Potchefstroom     | ITF W25           | Hartplatz         | Bibiane Schoofs     | Naomi Broady Eden Silva                   | 4:6, 6:3 [10:6]   |
| 19. | 17. Februar 2024   | Morelia           | ITF W50           | Hartplatz         | Marina Melnikowa    | Irene Burillo Escorihuela Rasheeda McAdoo | 6:4, 4:6 [11:9]   |
| 20. | 22. Juni 2024      | Ystad             | ITF W50           | Sand              | Marie Benoît        | Alewtina Ibragimowa Anna Syrjanowa        | 6:3, 6:1          |

## Persönliches
Am 21. Juli 2019 heiratete Lesley Kerkhove den Footballspieler Edinho Pattinama und änderte ihren Namen auf Lesley Pattinama Kerkhove.

## Abschneiden bei Grand-Slam-Turnieren

### Dameneinzel
| Turnier         | 2014 | 2015 | 2016 | 2017 | 2018 | 2019 | 2020 | 2021 | 2022 | 2023 | 2024 | Karriere |
| --------------- | ---- | ---- | ---- | ---- | ---- | ---- | ---- | ---- | ---- | ---- | ---- | -------- |
| Australian Open | —    | —    | Q2   | Q1   | Q3   | Q1   | Q2   | Q2   | Q1   | —    | Q3   | —        |
| French Open     | —    | —    | Q1   | Q1   | —    | Q1   | Q2   | Q1   | Q1   | Q2   | —    | —        |
| Wimbledon       | —    | Q1   | Q1   | Q1   | Q1   | 1    |      | 2    | 2    | Q1   | —    | 2        |
| US Open         | Q2   | Q1   | Q1   | 1    | Q2   | Q1   | —    | Q1   | Q3   | —    | —    | 1        |

Zeichenerklärung: S = Turniersieg; F, HF, VF, AF = Einzug ins Finale / Halbfinale / Viertelfinale / Achtelfinale; 1, 2, 3 = Ausscheiden in der 1. / 2. / 3. Hauptrunde; Q1, Q2, Q3 = Ausscheiden in der 1. / 2. / 3. Qualifikationsrunde; nicht ausgetragen

### Damendoppel
| Turnier         | 2017 | 2018 | 2019 | 2020 | 2021 | 2022 | Karriere |
| --------------- | ---- | ---- | ---- | ---- | ---- | ---- | -------- |
| Australian Open | —    | 2    | —    | —    | —    | 1    | 2        |
| French Open     | —    | 1    | —    | 1    | 1    | —    | 1        |
| Wimbledon       | 2    | 1    | —    |      | 1    | —    | 2        |
| US Open         | —    | 2    | —    | —    | 1    | —    | 2        |

### Juniorinneneinzel
| Turnier         | 2008 | 2009 | Karriere |
| --------------- | ---- | ---- | -------- |
| Australian Open | AF   | —    | AF       |
| French Open     | 1    | 2    | 2        |
| Wimbledon       | AF   | 2    | AF       |
| US Open         | —    | —    | —        |

### Juniorinnendoppel
| Turnier         | 2008 | 2009 | Karriere |
| --------------- | ---- | ---- | -------- |
| Australian Open | AF   | —    | AF       |
| French Open     | F    | 1    | F        |
| Wimbledon       | VF   | 1    | VF       |
| US Open         | —    | —    | —        |